# Mecquignies
Mecquignies ist eine französische Gemeinde mit 697 Einwohnern (Stand 1. Januar 2022) im Département Nord in der Region Hauts-de-France. Sie gehört zum Kanton Aulnoye-Aymeries im Arrondissement Avesnes-sur-Helpe.

## Geografie
Die Gemeinde Mecquignies liegt zwölf Kilometer westlich von Maubeuge und sechs Kilometer südöstlich der Grenze zu Belgien. Sie grenzt im Norden an Bavay, im Osten an Audignies, im Süden an Locquignol und im Westen an Obies.
Die ehemalige Route nationale 32 führt über Mecquignies.

## Bevölkerungsentwicklung
| Jahr                       | 1962 | 1968 | 1975 | 1982 | 1990 | 1999 | 2011 | 2020 |
| Einwohner                  | 632  | 574  | 519  | 515  | 584  | 584  | 674  | 713  |
| Quellen: Cassini und INSEE |      |      |      |      |      |      |      |      |

## Kultur und Sehenswürdigkeiten
- Kirche Saint-Achard, Monument historique
- Gefallenendenkmal
- Schloss Mecquignies
- Bildstöcke
- Modellwindmühlen in einem Garten

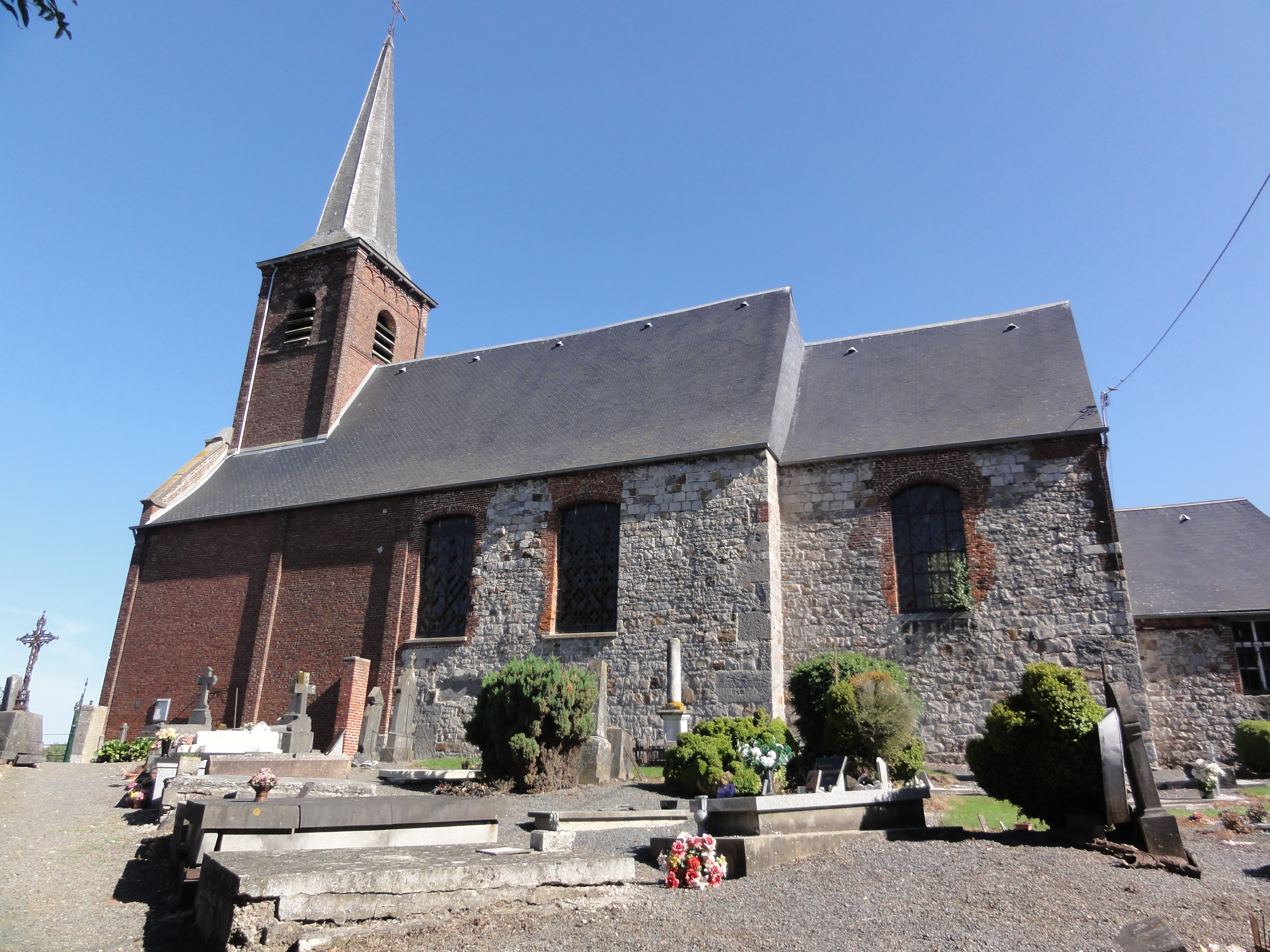
Kirche Saint-Achard
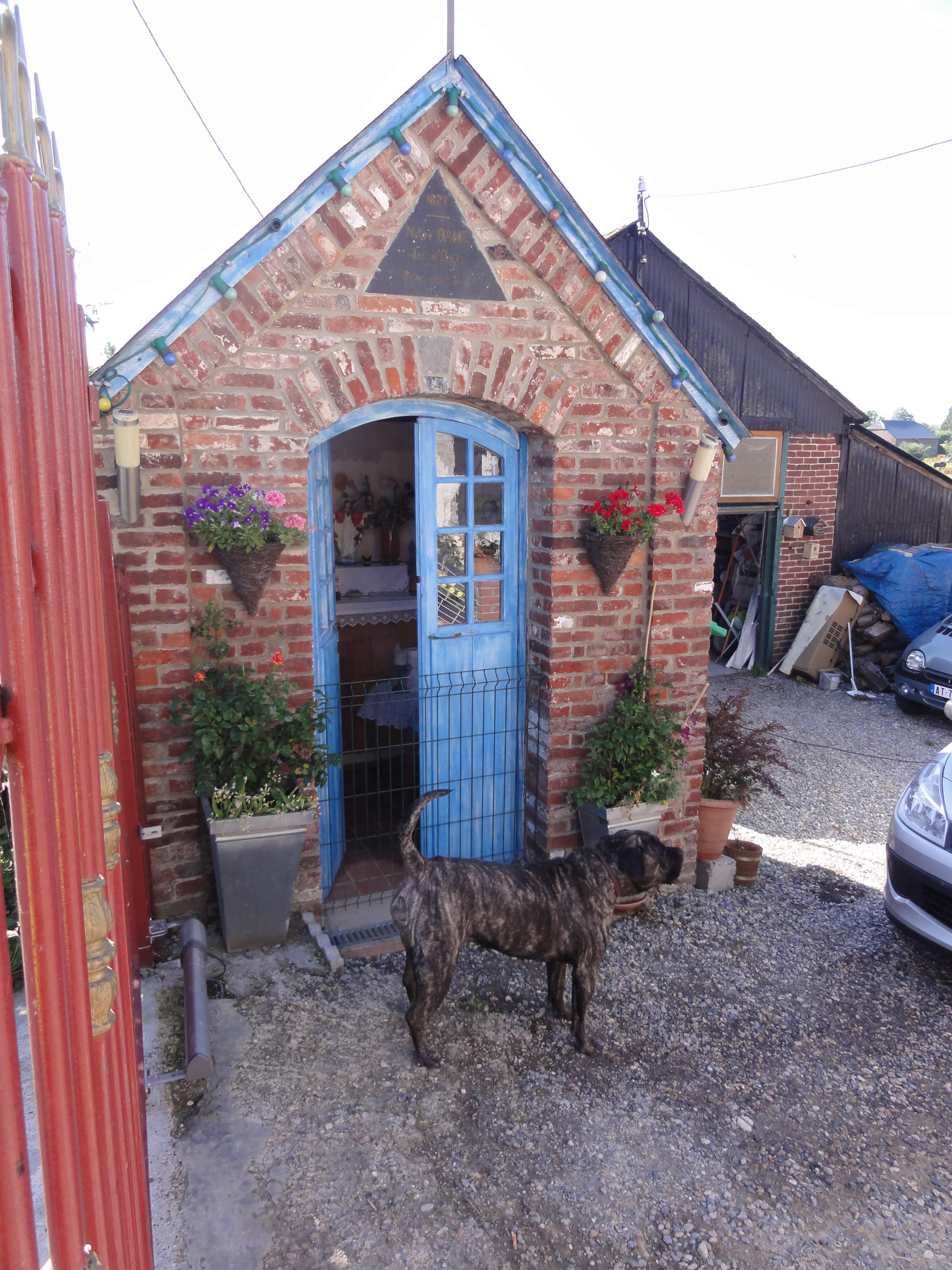
Kapelle Notre-Dane-des-affligés
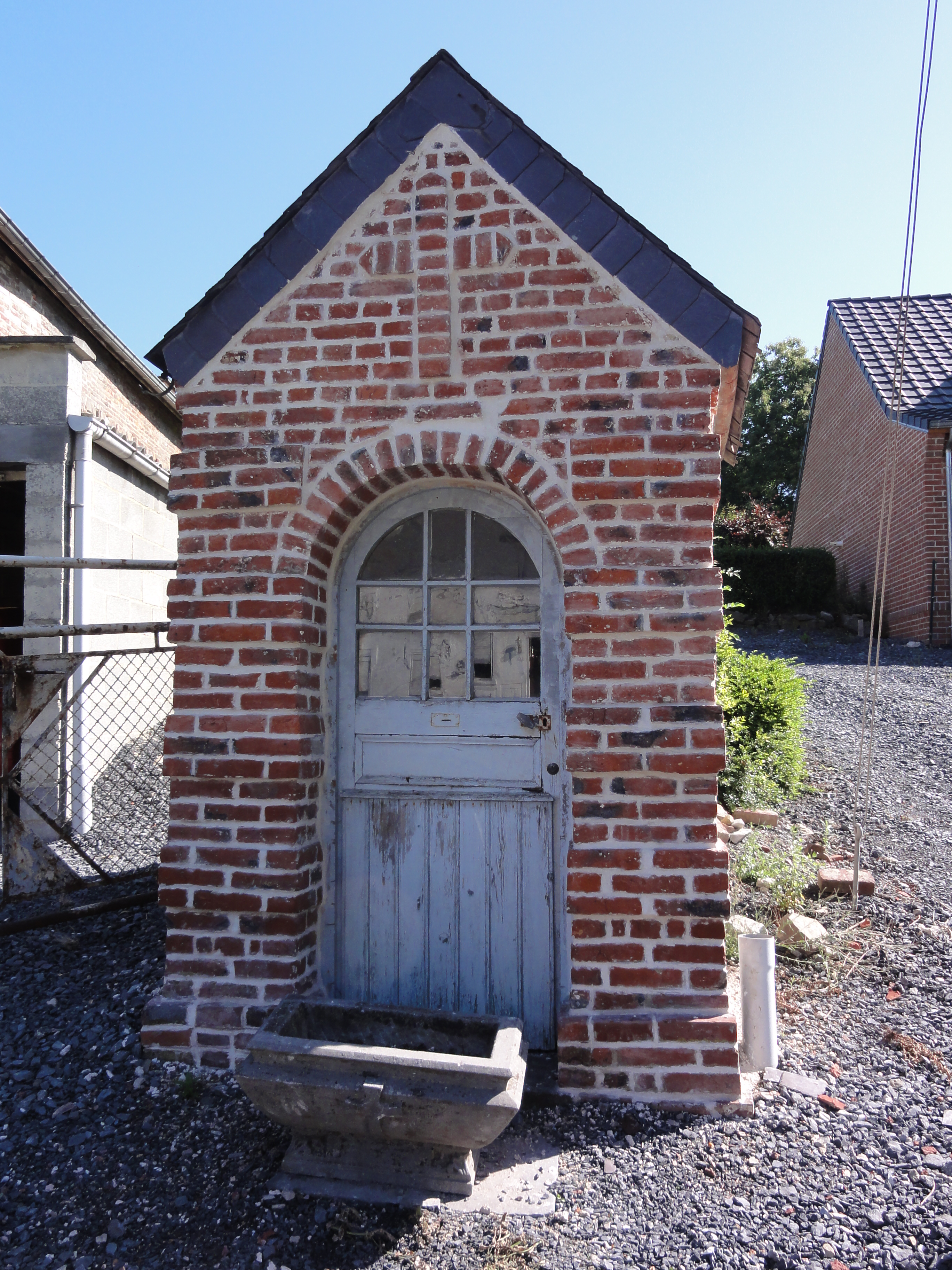
Kapelle in der Rue Mgdeleine
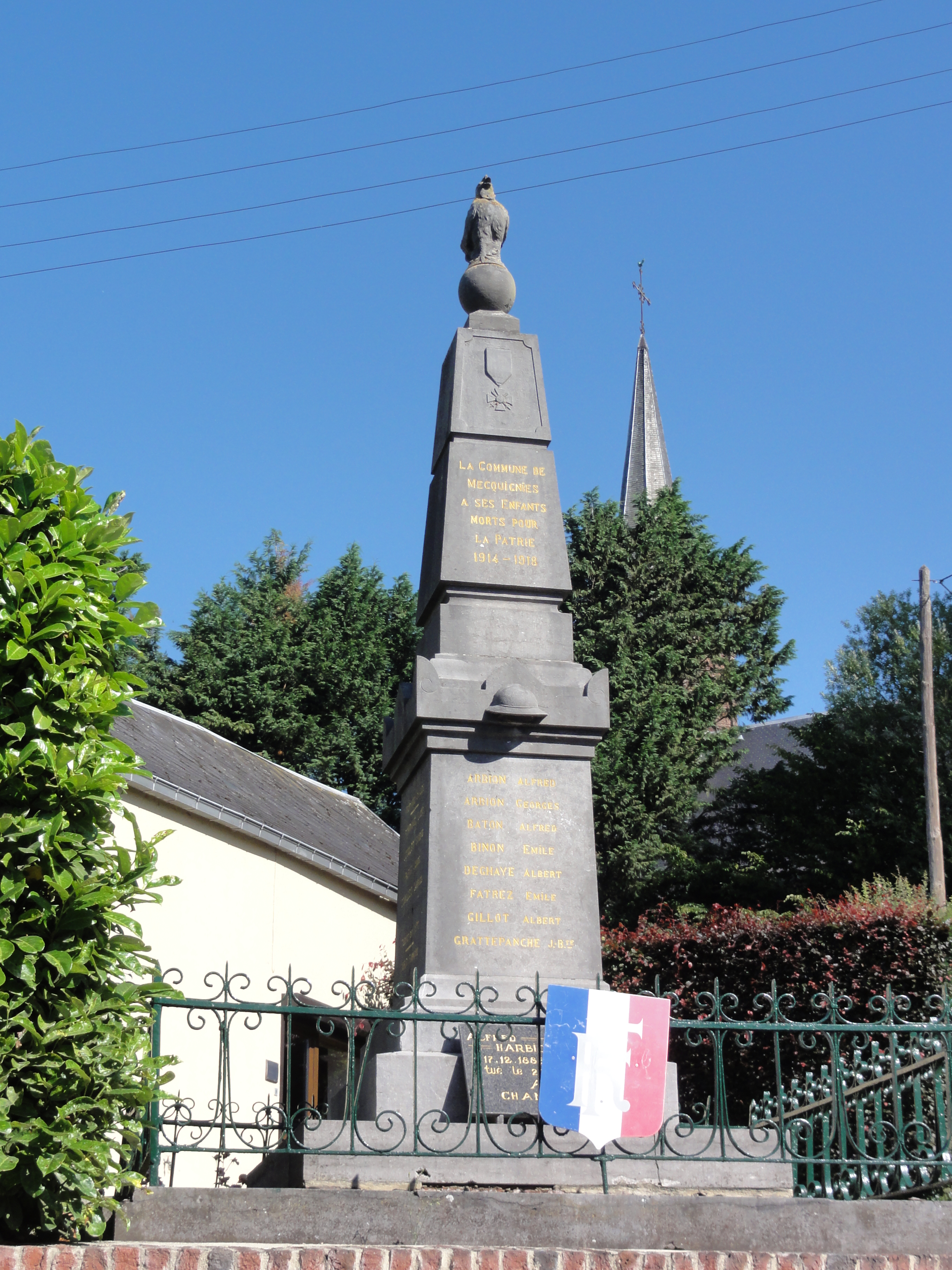
Gefallenendenkmal
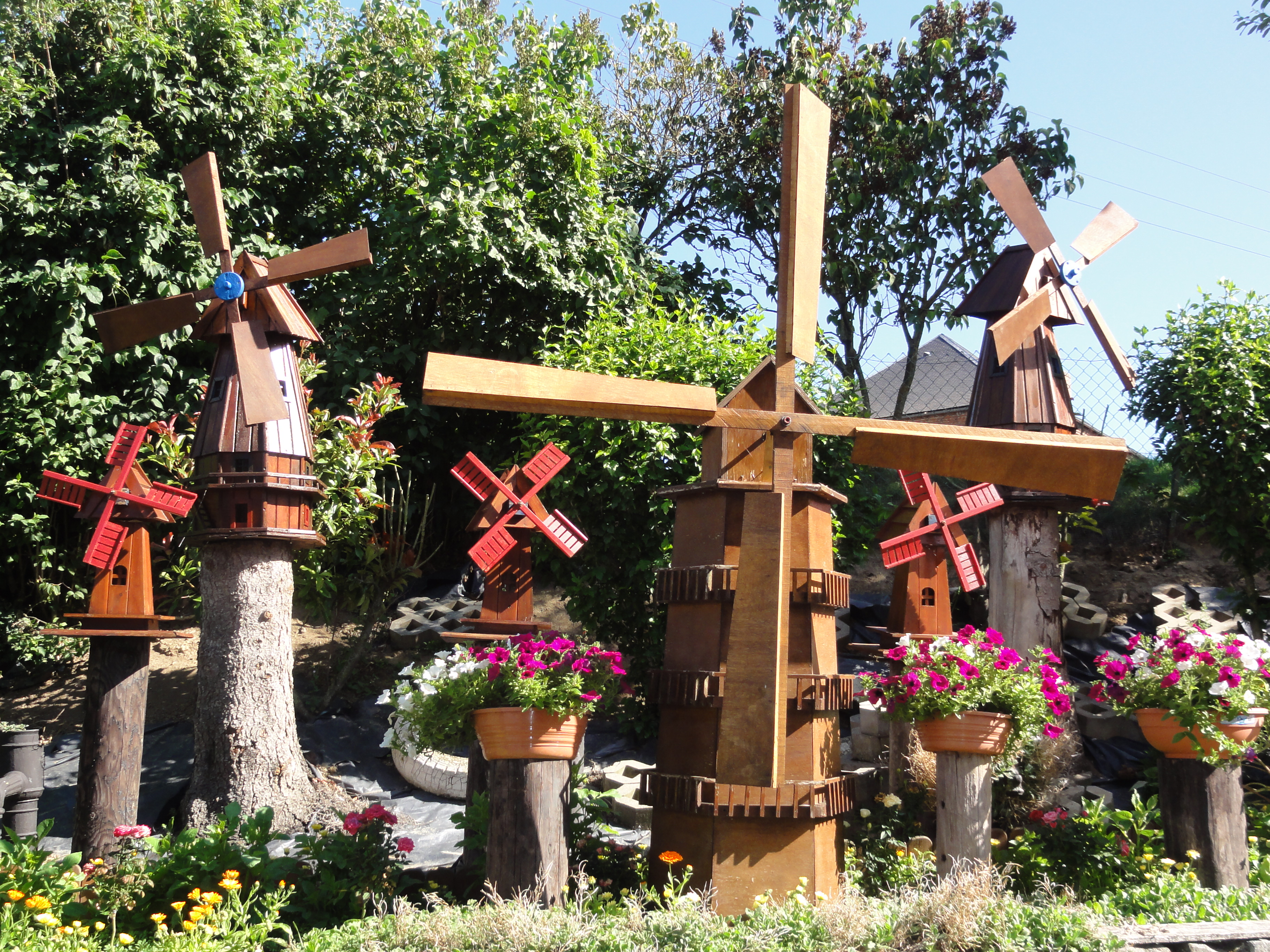
Modellwindmühlen
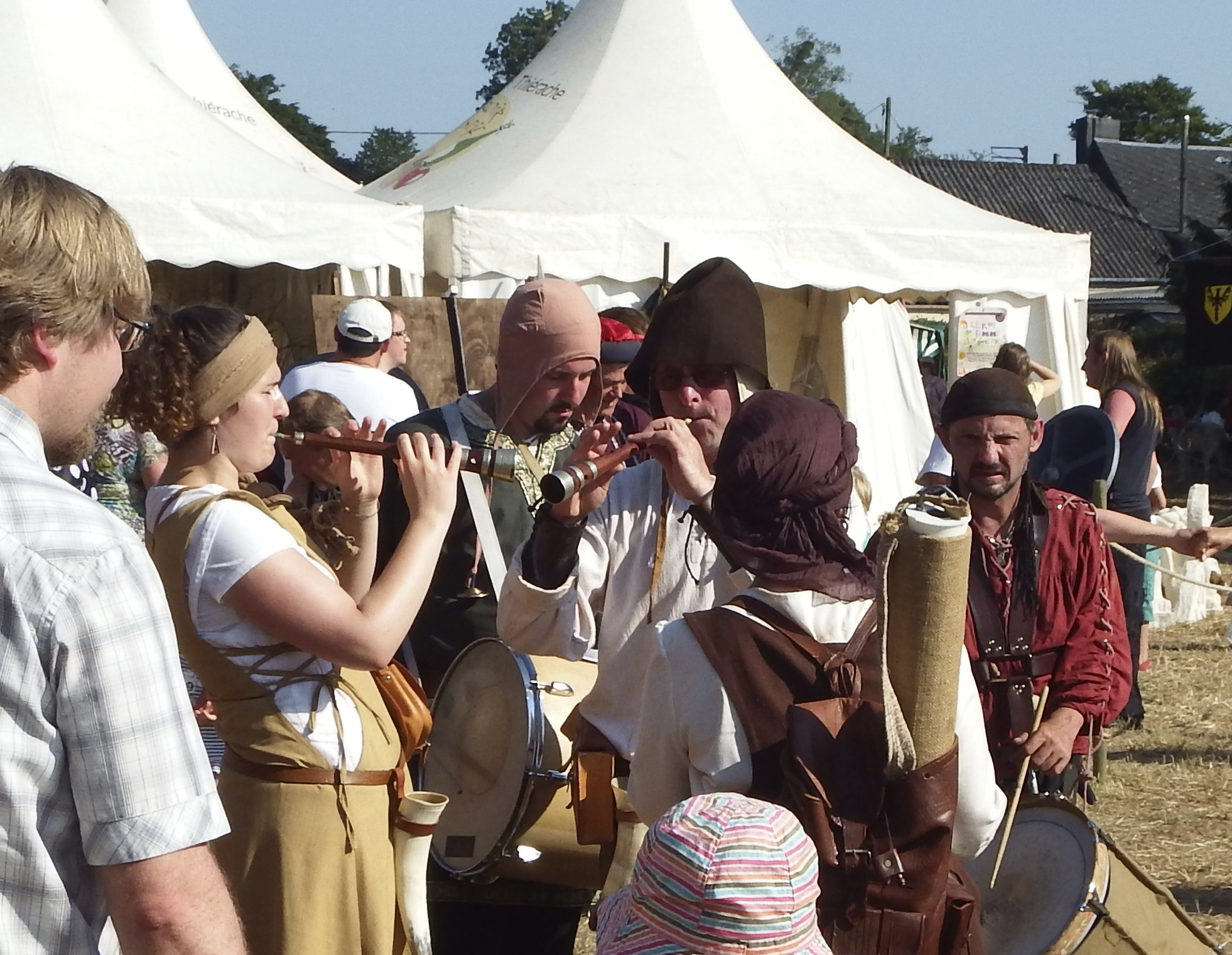
Jährlich stattfindendes Mittelalter-Fest in Mecquignies